# کمبال
کمبال، یا کمبار نوعی بند است که از الیاف درخت خرما یا نارگیل ساخته می‌شود و به آن کم باد نیز می‌گویند. باد کردن در واقع تابیدن الیاف است که به ساخت بند ختم می‌شود.
کمبار در خلیج فارس و اقیانوس هند برای ثابت نگه‌داشتن دگل کشتی‌های چوبی و تنظیم بادبان به کار می‌رود.